# Orxan Abasov
Orxan Abasov (ur. 16 lipca 1998) – azerski zapaśnik walczący w stylu wolnym. Zajął piąte miejsce na mistrzostwach świata w 2023. 
Dziewiąty na mistrzostwach Europy w 2024. Złoty medalista mistrzostw świata wojskowych w 2023. Drugi na ME U-23 w 2021. Trzeci na MŚ juniorów w 2016 i 2018, a także na ME w 2018. Trzeci na MŚ kadetów w 2015 roku.